# Ungarische Badminton-Mannschaftsmeisterschaft 1965
Die Ungarische Badminton-Mannschaftsmeisterschaft 1965 war die fünfte Auflage dieser Veranstaltung. Es wurde jeweils ein Wettbewerb für Herren- und für Damenmannschaften ausgetragen. Meister wurde in bei den Herren das Team von Munkaügyi Minisztérium 2. sz. Tanintézet SK, bei den Damen  das Team von ÉVITERV SC.

## Endstand

### Herrenmannschaft
| Platz | Mannschaft                                                                                                |
| ----- | --- |
| 1.    | Munkaügyi Minisztérium 2. sz. Tanintézet SK (József Berendi, Tibor Richter, Miklós Torma, Lajos Rekettye) |
| 2.    | ÉVITERV SC                                                                                                |
| 3.    | Fazekas Gimnázium                                                                                         |
| 4.    | Bírósági és Ügyészségi KSE                                                                                |

### Damenmannschaft
| Platz | Mannschaft                                                                       |
| ----- | -------------------------------------------------------------------------------- |
| 1.    | ÉVITERV SC (Éva Ráduly, Éva Szűcs, Irén Geblusek, Éva Schmitt, Katalin Jászonyi) |
| 2.    | ÉVITERV SC B                                                                     |

## Referenzen
- Statistik zu den Teamwettbewerben
- A magyar tollaslabdasport 50 éve 1960-2010, Magyar Tollaslabda Szövetség, 2010
- Népsport, 6. April 1965
- Népsport, 23. März 1965